# Maddalena Laura Sirmen
Maddalena (Madelena) Laura Sirmen (oppure Syrmen) nata Lombardini (Venezia, 9 dicembre 1745 – Venezia, 18 maggio 1818) è stata una compositrice, violinista, cantante lirica, clavicembalista e violoncellista italiana.

## Biografia
Nacque da una famiglia aristocratica caduta in miseria e nel 1753, all'età di otto anni, iniziò i suoi studi, presso uno degli orfanotrofi veneziani, l'Ospedale dei Mendicanti, nel quale fece l'intero percorso formativo musicale. Nel 1759, cominciò a prendere lezioni dal grande Maestro delle Nazioni, Giuseppe Tartini, il quale le inviò il 5 marzo 1760 una famosa lettera  nella quale descriveva i princìpi basilari del proprio metodo didattico: un documento sulla tecnica violinistica che ebbe enorme successo durante tutto il XIX secolo ed ancora oggi studiato dagli specialisti del violinismo settecentesco. Inoltre, la Sirmen studiò composizione con Ferdinando Bertoni, maestro del coro dell'Ospedale e con tutta probabilità anche con Tartini.
L'unico motivo per cui una ragazza poteva lasciare l'Ospedale era il matrimonio. Tartini, che aveva preso a cuore il talento della giovanissima Maddalena, nel 1766 si adoperò per combinare un matrimonio di comodo che la liberasse, trovandole al tempo stesso un contratto presso la corte di Dresda, ma il suo tentativo non andò a buon fine. L'anno successivo ella si sposò con il violinista e compositore Lodovico Sirmen (1738-1812).
Nel 1768 la coppia iniziò un lungo viaggio che li porterà a riscuotere grandi successi attraverso l'Europa. Suonarono a Torino e diverse volte ai Concert Spirituel a Parigi, dove nel 1769 pubblicò sei quartetti per archi: anche se il frontespizio reca la didascalia "Composti Da Lodovico, E Madelena Laura Syrmen", stilisticamente tali composizioni sono interamente attribuibili a costei. Nel gennaio del 1771, la Sirmen fu a Londra, dove venne annunciata come "the celebrated Mrs Lombardini Sirmen"; ella riscosse numerosi consensi come violinista per due stagioni consecutive, suonando in varie serie di concerti e teatri, mentre nella seconda fu attiva con ugual successo come cantante. Sempre nella capitale inglese nel 1772-3 diede alle stampe i suoi sei concerti per violino Opera 3. Dopo il soggiorno inglese, suonò e cantò in diverse città italiane, nuovamente a Parigi, a Dresda e nel 1783 a San Pietroburgo. Nel 1785 apparve nuovamente ai Concert Spirituel, dove tuttavia i suoi concerti per violino furono criticati per il loro stile ormai fuori moda. Declinando la sua carriera, la Sirmen si stabilì definitivamente a Ravenna e nella città natale, dove trascorse il resto della sua vita.

## Considerazioni sull'artista
La Sirmen, una dei numerosi e celebri allievi della scuola di Tartini, fu in vita molto ammirata soprattutto come violinista. Egual successo non lo raggiunse, invece, come cantante lirica, così come testimonia Charles Burney relativamente al suo soggiorno londinese:
(Charles Burney)
La musica della Sirmen fu ampiamente diffusa, conosciuta ed apprezzata nella sua epoca: i suoi concerti risultano essere stati ripresi in varie città europee, tra cui Stoccolma nel 1774 e a Salisburgo nel 1778. 
Essa contribuì a traghettare le forme strumentali dal barocco al classicismo. In questo senso, sono interessanti taluni esperimenti, come l'alternanza di movimenti ritmici diversi all'interno del Rondò finale dei suoi trii e quartetti, che si presentano in gran parte costituiti da due movimenti. Anche i concerti per violino presentano un momento importante della transizione stilistica tra il linguaggio tartiniano e quello classico di Mozart e Haydn; il primo movimento è generalmente in forma sonata, il secondo in tempo binario e il terzo e ultimo movimento segue il modello del rondò. Tuttavia, negli anni ottanta del secolo, già il suo stile era considerato alquanto sorpassato, ancorato com'era alla tradizione compositiva italiana della metà del Settecento.

## Composizioni
- 6 quartetti per archi
- 6 trii per 2 violini e violoncello obbligato, op. 1
- 6 concerti per violino e orchestra, op. 3
- 6 duetti/sonate per 2 violini, op. 4
- Sonata in la magg. per violino e basso continuo
- Trio in si magg. per 2 violini e violoncello obbligato.